# Список південнокорейських ідол-гуртів (1990-ті)
Нижче наведено список південнокорейських музичних ідол гуртів. Це список хлопчачих та жіночих гуртів, що дебютували у 1990 роках.

## 1992
- Seo Taiji and Boys[1][2]

## 1993
- Deux[en][3]

## 1994
- Cool[4]
- Roo'ra[5]
- Two Two[6]

## 1995
- R.ef
- Turbo[en][7]

## 1996
- Goofy[8]
- H.O.T.[9]
- Uptown[10]

## 1997
- Baby V.O.X.[11]
- Diva[en][12]
- Jaurim[13]
- Jinusean[14]
- NRG[en][15]
- Sechs Kies[16]
- S.E.S.[17]
- U-BeS[18]

## 1998
- 1TYM[19]
- 4Men[20]
- Fin.K.L[21]
- Koyote[22][23]
- S#arp[en][24]
- Shinhwa[25]

## 1999
- As One[26]
- Cleo[en]
- Click-B[27]
- Fly to the Sky[28]
- g.o.d[29]
- T.T.MA[30]